# Aphelidesmus glaphyros
Aphelidesmus glaphyros är en mångfotingart som först beskrevs av Carl Graf Attems 1899.  Aphelidesmus glaphyros ingår i släktet Aphelidesmus och familjen Aphelidesmidae. Inga underarter finns listade i Catalogue of Life.